# Фокер D.XVI
Фокер D.XVI је холандски ловачки авион. Авион је први пут полетео 1929. године. 

## Пројектовање и развој
Двадесетих година двадесетог века гро холандске ловачке авијације је био Фокеров ловац D.VII трофејни апарат из Првог светског рата. Без обзира на то што је то био један од најбољих ловаца тог времена, зуб времена је учинио своје тако да је авион застарио и израубован. Због тога је Холандско ратно ваздухопловство (Luchtvaartbedrijf) почела разговоре са Фокером о наследнику чувене "седмице". Почетком 1929. године договорено је да се праве два прототипа "лакша" и "тежа" варијанта. Лакша варијанта је била заснована на пројекту D.XV која је већ била у раду а тежа би био нови пројект. Један прототип је био готов половином 1929. године а други у марту 1930.
Нови авион је конципиран на традиционалним Фокеровим принципима: конвенционални сескиплан са масивним крилима међусобно учвршћеним V-упорницима, отворени кокпит и фиксни стајни трап са дрљачом, крила дрвене конструкције са облогом од шперплоче, док је труп од челичне цевасте конструкције са пресвлаком од платна. За мотор је одабран  радијални ваздухом хлађени мотор опремљен NACA прстеном. Пројектант је био Рајнхолд Плац а авион је добио назив Фокер D.XVI у складу са наслеђеном немачком класификацијом авиона.

## Технички опис
Труп му је правоугаоног попречног пресека са заобљеним поклопцем. Носећа конструкција трупа је била направљена од заварених танкозидих челичних цеви високе чврстоће. Рамови су иза пилотске кабине па до краја репа били укрућени жичаним шпанерима а од мотора па закључно са пилотском кабином ова укрућења су била изведена од челичних цеви. Предњи део, иза мотора је био обложен алуминијумским лимом а остали део трупа је био облепљен импрегнираним платном. Носач мотора је био од заварених челичних цеви. Пилот је седео у отвореном кокпиту ивице кокпита су биле опшивене фатираном кожом. Прегледност из пилотске кабине је била добра јер је мотор добро уклопљен у контуру авиона.
Највећи број авиона овог модела је био опремљен 14-то цилиндричним радијалним мотором  снаге 460 KS(338 kW) са NACA прстеном и двокраком вучном елисом. Модел за мађарско тржиште је прављен са мотором  снаге 480 KS (360 kW). Експериментисало се још и са моторима Armstrong Siddeley Panther IIIa и Curtiss Conquerror V1570. Мотор је обложен лименом капотажом а издувне цеви мотора су исведене дуж бока авиона. Хладњак за уље се налази испод трупа авиона.
Авион "Фокер D.XVI" је био двокрилац али не класичан. Крила су му била трапезастог облика са заобљеним кајевима, горње крило је имало већи размах од доњег и било је померено ка кљуну авиона. Горње крило је било изведено као код авиона висококрилца (парасол), издигнуто на балдахин и подупрто упорницама у облику кровне конструкције чији су спојени крајеви подупирали  рамењаче крила а раздвојени се ослањали на труп авиона. Конструкција крила је била од дрвета а облога је од шперплоче. Крило је направљено као једна целина.  Горње крило је дебелог профила. Најдебље је на средини а тањи се према крајевима. Елерони (крилца) се налазе само на горњем крилу. Конструкција елерона је цевасти челични оквир и челичне цеви као ребра, облога је од платна. Управљање елеронима је помоћу сајли за управљање. Доње крило је било знатно краће и уже од горњег, било је конзолно (самоносеће),  дрвене конструкције са две рамењаче а обложено дрвеном лепенком. Горње и доње крила су била спојена упорницама од челичних цеви у облику ћирилочног слова И.
Репне површине код овог авиона се састоје од хоризонталних и вертикалног стабилизатора, кормила правца и два кормила висине. Сви ови елементи су направљени као цевасти челични рам са шупљим ребрима и платненом облогом. Вертикално кормило је постављено на крају репа а кормила висине су причвршћена за хоризонталне стабилизаторе који су причвршћени за горњу ивицу трупа а челичним упорницама се ослањају на доњу ивицу трупа а сајлама везане за горњу ивицу вертикалног стабилизатора. Сва кормила су челичним сајлама директно везана за управљачки систем авиона.
Код прототипова и првих производних модела, стајни трап је био класичан (два точка напред а трећа ослона тачка испод репа авиона), направљен као челична конструкција од заварених танкозидих цеви са фиксном осовином. Tочкови су били димензија Ø 690 mm x 83 mm. Амортизација је била помоћу гумених каишева а на репном делу се налазила еластична дрвена дрљача. Касније је стајни трап модернизован: уклоњена је фиксна осовина, точкови су раздвојени, независни један од другог. Нога стајног трапа има уграђен уљно-пнеуматски амортизер удара.

## Наоружање
Авион је био наоружан са два синхронизована митраљеза који су се налазила испред пилота на горњој страни трупа и пуцала су кроз обртно поље елисе. Митраљези су се налазили у хаптичком пољу пилота тако да је могао да интервенише у случају застоја у паљби.
| Наоружање авиона: Фокер        |                  |
| Ватрено (стрељачко) наоружање  |                  |
| Топ                            |                  |
| Митраљез                       |                  |
| Број и ознака митраљеза        | 2 x Vickers M20* |
| Број метака                    | 500 по митраљезу |
| Калибар                        | 7,92             |
| Бомбардерско наоружање (бомбе) |                  |
| Ракетно наоружање (ракете)     |                  |

*Kасније су ови митраљези замењени са  FN Brownings

## Верзије
- -Jaguar - модел са радијалним мотором  снаге 460 KS(338 kW) са NACA прстеном и двокраком елисом.
- -Panter - модел са радијалним мотором Armstrong Siddeley Panther IIIa снаге 590 KS(433 kW) са NACA прстеном и трокраком елисом.
- -Kertis - модел са V-линијским мотором течношћу хлађен Curtiss Conquerror V1570 снаге 650 KS(477 kW) и двокраком елисом.
- -Jupiter - модел са радијалним мотором  снаге 480 KS (360 kW) и двокраком елисом.

## Оперативно коришћење
Од 21 произведене летелице, 16 је отишло у  LVA-Холандско ратно ваздухопловство, 14 авиона је регистровано, друга два су била замена за срушене D.XVI. Током оперативног коришћења D.XVI у ЛВА извршене су промене на стајном трапу. Један D.XVI је летео са мотором Armstrong Siddeley Panther IIIa (Армстронг Сиделеи Пантер IIIа) од 590 KS и пропелером са три крака. На овом авиону није било монтирано наоружање, због трокраке елисе која није била синхронизована са митраљезима. Један од ових авиона који је био намењен Војсци Холандске источне Индије (Индонезије) је био опремљен мотором Curtiss Conquerror V1570 (Кертис Конкуерор V1570) од 650 KS, 20. марта 1931. ова летелица се срушила код Шипола и није се више могла поправити. Фокер D.XVI је служио у ЛВА од 1929. до 1939. године. Последњи је отписан 1940. године.
Четири авиона D.XVI су испоручени мађарском ваздухопловству, они су на њихов захтев били опремљени радијалним моторима Bristol Jupiter (Бристол Јупитер).
На тестирању у Италији је био један авион кога, Италијани нису купили. Касније је тај исти авион продат Кини, где га је 1931. заробио Јапан током кинеско-јапанског рата.
D.XVI је такође победио на конкурсу који је организовала влада Румуније за избор новог ловца, али упркос томе, није било наруџби, па је Војска Холандије поклонила један D.XVI који је касније учествовао у међународним тркама под Румунском заставом.

## Земље које су користиле авион
| - Мађарска - Холандија - Кина | - Japan - Италија - Румунија |